# Fatukbot
Fatukbot is een bestuurslaag in het regentschap Belu van de provincie Oost-Nusa Tenggara, Indonesië. Fatukbot telt 7322 inwoners (volkstelling 2010).